# Michel Quint
Pour les articles homonymes, voir Quint (homonymie).
Œuvres principales
- Billard à l'étage
- Les Amants de Francfort (2011)
- Effroyables Jardins (2000)

Michel Quint est un écrivain né le 17 novembre 1949 à Leforest dans le Pas-de-Calais.

## Biographie
Issu de la classe moyenne dans le bassin minier du Nord-Pas-de-Calais, Michel Quint se destine à des études littéraires. Il obtient une licence de lettres classiques et une maîtrise d'études théâtrales, pour devenir professeur de lettres classiques. Il commence sa carrière d'auteur en écrivant des pièces de théâtre pour Théâtre Ouvert, puis pour France Culture, qui diffuse également ses feuilletons radiophoniques.
À la fin des années 1980, il se tourne vers le roman noir. Il obtient le grand prix de littérature policière en 1989 pour Billard à l'étage.
Son roman le plus connu du grand public, Effroyables Jardins, paru en septembre 2000 aux éditions Joëlle Losfeld, a été adapté au cinéma par Jean Becker en 2003 et de nombreuses fois porté au théâtre.

## Œuvres
- 1978 : Rue du Temple (drame radiophonique)
- 1981 : Les Voix évanouies (drame radiophonique)
- 1982 : À pas comptés (drame radiophonique)
- 1984 : La Dernière Récré, Fleuve noir
- 1984 : Mauvaise Conscience, Fleuve noir
- 1984 : Le Testament inavouable, Fleuve noir
- 1985 : À l’encre rouge, Rivages  (ISBN 2743609257)
- 1986 : Hôtel des deux Rose, Fleuve noir
- 1987 : Bella ciao !, Fleuve noir
- 1987 : Mascarades, Fleuve noir
- 1987 : Posthume, Fleuve noir
- 1989 : Billard à l'étage, Rivages  (ISBN 2869306741)
- 1989 : Cadavres au petit matin, Souris noire
- 1989 : Jadis, Fleuve noir
- 1990 : Sanctus, Terrain Vague  (ISBN 2852081202)
- 1991 : Les Grands Ducs, Calmann-Lévy
- 1993 : Cake-walk, éditions Joëlle Losfeld
- 1994 : Le Bélier noir, Rivages  (ISBN 2-86930-720-9)
- 1995 : La Belle Ombre, Rivages
- 1997 : Lundi perdu, éditions Joëlle Losfeld
- 2000 : Effroyables Jardins, éditions Joëlle Losfeld (ISBN 2-84412-064-4)
- 2000 : L’Éternité sans faute, Rivages
- 2001 : Ombre au tableau (nouvelles), La Nuit myrtide
- 2002 : Aimer à peine, éditions Joëlle Losfeld (ISBN 2-84412-115-2)
- 2002 : La Dédicace, Le Verger
- 2003 : Et mon mal est délicieux, éditions Joëlle Losfeld
- 2004 : Sur les trois heures après dîner, Belem
- 2006 : Corps de ballet, Estuaires, réédité aux éditions d'Avallon (2024)
- 2006 : L’Espoir d’aimer en chemin, éditions Joëlle Losfeld
- 2007 : Sur les pas de Jacques Brel, Presses de la Renaissance
- 2008 : Max, Perrin  (ISBN 9782262027599)
- 2008 : Une ombre, sans doute, éditions Joëlle Losfeld
- 2009 : Les Joyeuses, Stock  (ISBN 9782234062207)
- 2010 : Avec des mains cruelles, éditions Joëlle Losfeld (ISBN 978-2-07078-785-2)
- 2011 : Les Amants de Francfort, Héloïse d'Ormesson (ISBN 978-2-35087-173-8)
- 2011 : Close-up, La Branche
- 2011 : La Folie Verdier, Du Moteur
- 2011 : Ma Révérence, La Fontaine
- 2012 : Le Comédien malgré lui, Flammarion
- 2012 : En dépit des étoiles, Héloïse d'Ormesson (ISBN 9782350872094)
- 2012 : Mademoiselle Liberté : une lecture d'Eugène Delacroix, Invenit  (ISBN 9782918698364)
- 2012 : Triste comme un enfant, coll. « Les petits polars du Monde », Société éditrice du Monde
- 2013 : Veuve noire, L'Archipel (ISBN 9782809812558)
- 2014 : Brel, l'inaccessible rêve, Hoëbeke
- 2014 : J’existe à peine, Héloïse d'Ormesson (ISBN 978-2-35087-280-3)
- 2015 : Fox-trot, Héloïse d'Ormesson (ISBN 978-2-35087-335-0)
- 2015 : Si près du malheur à Lille, coll. « Les petits polars du Monde », Société éditrice du Monde
- 2016 : Apaise le temps, Phébus (ISBN 978-2-7529-1043-1)
- 2016 : Un hiver avec le diable, Presses de la Cité
- 2016 : Une vie toute neuve, Maisons & cités
- 2016 : Sarah Bernhardt, le garçon manqué, Leduc jeunesse
- 2018 : Les Belles de Grenelle (Les Nouvelles enquêtes de Nestor Burma), French Pulp (ISBN 9791025103661)
- 2018 : Misérables !, Phébus
- 2019 : Les Aventuriers du Cilento, Phébus  (ISBN 978-2-7529-1155-1)
- 2020 : L'Éternité, Livie, l'éternité !, Auzou
- 2022 : Ladies in the Blues (recueil de 20 nouvelles Yellow Dog et Singin' the Lady Blues), Le Petit Écart

## Récompenses et distinctions
- 1986 : prix des Nouveaux Talents Radio de la SACD
- 1990 : grand prix de littérature policière pour Billard à l'étage[1],[2]
- 2001 : prix Ciné Roman
- 2001 : grand prix SGDL de la Nouvelle pour Effroyables Jardins[3]
- 2014 : Plume de cristal au Festival international du film policier de Liège pour Veuve noire

Michel Quint est nommé chevalier de la Légion d'Honneur en 2017.